# Погруддя Людвіка Заменгофа
Погруддя Людвіка Лазаря Заменгофа — перший і єдиний в Україні пам'ятник творцю мови есперанто Заменгофу. Встановлено 1935 року, в Одесі, на вулиці Дерибасівській у дворі біля будинку № 3.
Скульптор — Микола Васильович Блажков.
Замовлення на створення погруддя скульптор отримав з Польщі, однак з нез'ясованих причин замовники не приїхали за пам'ятником. Врешті-решт, погруддя встановлено над місцевим колодязем. Однією з причин вибору місця було застереження дітлахів від надмірної та небезпечної цікавості до його шахти.
Під час Другої світової війни, на час окупації міста, погруддя сховали до підвалу будинку № 3, вважаючи його погруддям Леніна. Після війни місцеві жителі Володимир Бант (Дерибасівська, 1) та Муся Орєховський (Дерибасівська, 3) встановили його на попередньому місці.
25 грудня 1984 року рішенням Одеського облвиконкому № 652 погруддя внесено до переліку об'єктів культурної спадщини.
2008 року пам'ятник, як об'єкт культурної спадщини, реставровано за участі Управління з питань охорони об'єктів культурної спадщини. Після реставрації погруддя встановлено на п'єдесталі, який облицьовано мармуром. Було настелено тротуарну плитку, встановлено викувану металеву огорожу, впорядковано газон. Погруддя вкрито особливим складом, який імітує мармур. Вартість реставрації — близько ста тисяч гривень.
Від часу встановлення й досі пам'ятник щороку відвідують іноземні есперанто-делегації, двір входить до місцевих туристичних маршрутів.
Погруддя входить до міжнародного переліку об'єктів, що мають назву «Есперанто» або ім'я автора цієї мови Л. Заменгофа.